# Óscar Berger Perdomo

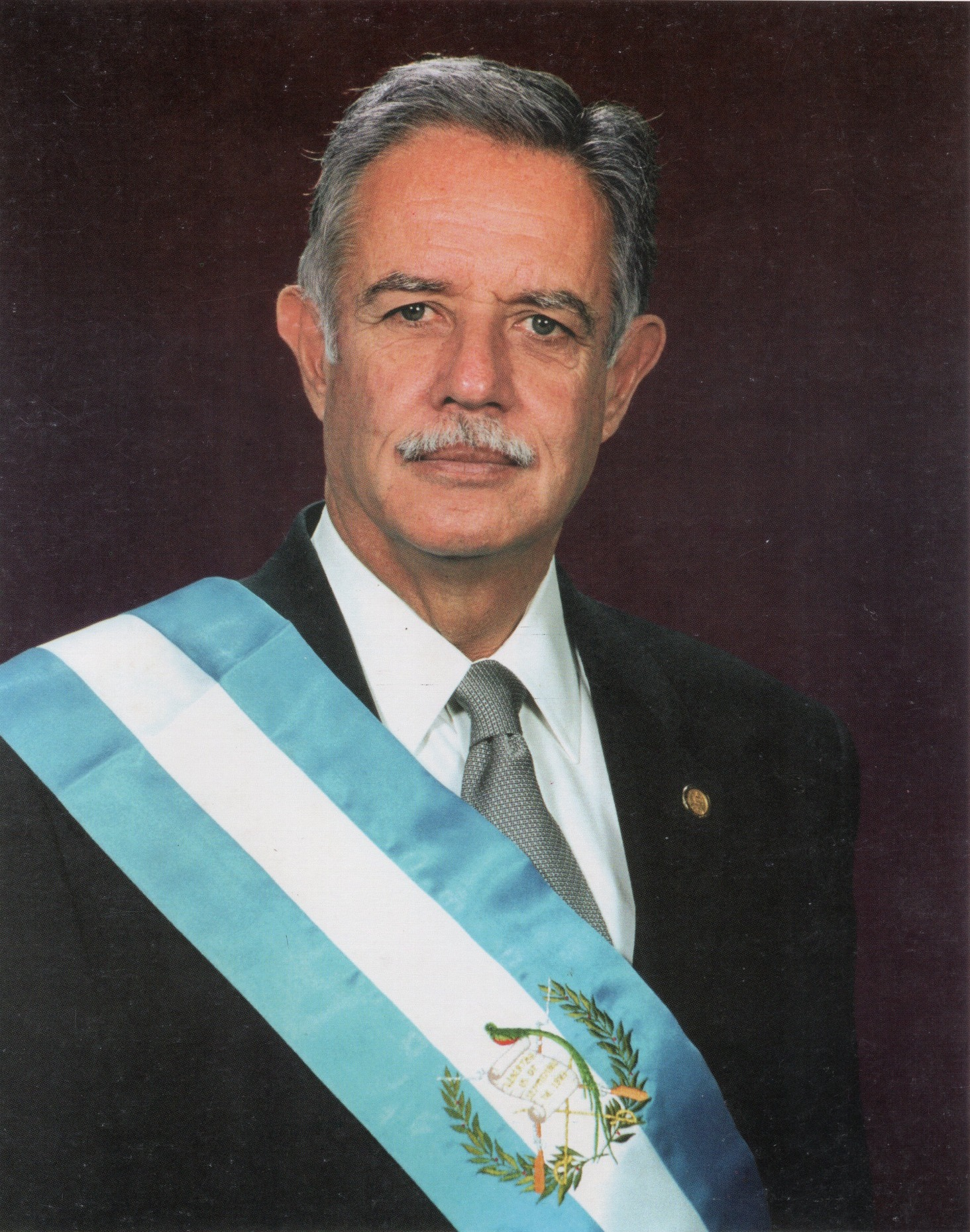
Offizielles Porträt

Óscar José Rafael Berger Perdomo (* 11. August 1946 in Guatemala-Stadt) ist ein guatemaltekischer Politiker. Er war von 2004 bis 2008 Präsident Guatemalas.
Berger ist Anwalt. Von Januar 1991 bis Juni 1999 war er Bürgermeister in Guatemala-Stadt. Am 9. November 2003 gewann er als Kandidat der konservativen Großen Nationalen Allianz (GANA) die Präsidentschaftswahlen mit 34,3 % der Stimmen. Im zweiten Wahlgang setzte er sich gegen Álvaro Colom Caballeros von der Nationalen Union der Hoffnung mit 54,1 % der Stimmen durch und trat schließlich am 14. Januar 2004 das Amt des Präsidenten von Guatemala an.
Sein Nachfolger wurde Álvaro Colom Caballeros, der sich am 4. November 2007 gegen Otto Pérez Molina in einer Stichwahl durchsetzte.